# 梅鼎祚
梅鼎祚（1549年—1615年），字禹金，號勝樂道人，南直隸寧國府宣城縣人。
父親梅守德是嘉靖二十年（1541年）進士。嘉靖二十八年（1549年）出生。自幼篤志好學，常廢寢忘食，寧國府知府羅汝芳非常賞識他。十六歲廩諸生，以詩文名揚江南，所作皆“骨立蒼然，氣純而正，聲鏗以平，思麗而雅”，與沈懋學齊名。善交遊，與湯顯祖為莫逆交。萬曆年間，申時行舉薦他，堅辭不受。好藏書，家藏書萬卷。建有天逸閣讀書寫作，常言“吾與書若魚之於水，一刻失之，即無以為生”。萬曆四十年（1615年）去世，年六十七。
著作有诗文集《鹿裘石室集》六十五卷，笔记小说《青泥蓮花記》、《才鬼记》，杂剧《昆仑奴》，传奇《玉合记》、《长命缕》、《玉导记》。编撰有《历代文纪》、《汉魏诗乘》、《古乐苑》、《唐乐苑》、《书记洞诠》等总集。